# 西蒙娜·费西
西蒙娜·费西（英語：Simone Facey，1985年5月7日—）是一名专长于100米赛跑的牙买加短跑运动员。她曾代表牙买加队参加2016年里约奥运，结果在女子4×100米接力项目上夺得亚军。